# Diposthus popeae
Diposthus popeae is een platworm (Platyhelminthes). De worm is tweeslachtig. De soort leeft in het zoute water.
Het geslacht Diposthus, waarin de platworm wordt geplaatst, wordt tot de familie Diposthidae gerekend. De wetenschappelijke naam van de soort werd voor het eerst geldig gepubliceerd in 1959 door Hyman.